# Papyrus (Schriftart)
Papyrus ist eine weit verbreitete Schriftart, die von Chris Costello, einem Grafikdesigner, Illustrator und Webdesigner, entworfen wurde. Sie wurde 1982 entwickelt und von Linotype veröffentlicht. Sie weist eine Reihe charakteristischer Merkmale auf, darunter raue Kanten, unregelmäßige Kurven und hohe horizontale Striche in den Großbuchstaben.

## Geschichte und Überblick
Costello schuf die Schrift 1982, als er 23 Jahre alt war und gerade sein Studium beendet hatte. Er hatte die Bibel studiert und kam auf die Idee, wie eine Schrift zu biblischen Zeiten im Nahen Osten ausgesehen hätte. Er zeichnete die Schrift über einen Zeitraum von sechs Monaten mit Kalligraphiestift und strukturiertem Papier von Hand. Costello beschrieb sein Ziel als eine Schriftart, die darstellen würde, wie englischsprachige Texte vor 2000 Jahren auf Papyrus geschrieben gewesen wären. Costello veröffentlichte die Schriftart im folgenden Jahr zusammen mit Letraset. ITC, der Eigentümer der Schriftart mit Stand 2007, beschreibt sie als eine „ungewöhnliche Lateinschrift, [die] die Eleganz einer traditionellen römischen Buchstabenform effektiv mit dem handgefertigten Aussehen hochqualifizierter Kalligrafie verbindet“. Costello verkaufte die Rechte für die Schriftart für 750 US-Dollar (entspricht 2.100 US-Dollar im Jahr 2021) und gibt an, dass er ab 2017 immer noch „sehr niedrige“ Lizenzgebühren erhält, obwohl sie seit 2000 auf allen PCs mit einem macOS- oder Microsoft-Betriebssystem enthalten sind. Auf jeden Fall behauptet Costello: „Es war nicht meine Absicht [für Papyrus], für alles verwendet zu werden. Sie wird bei weitem zu häufig gebraucht.“ („It’s way overused.“)
Mit Stand November 2019 ist Chris Castello Senior Graphic Designer bei The Trustees of Reservations, der ältesten Organisation für Land- und Denkmalschutz der Welt.

## Varianten

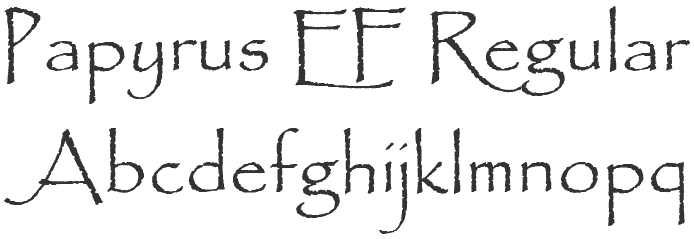
Schriftvariante Papyrus EF Regular

Eine von Elsner+Flake veröffentlichte alternative Schriftart ist Papyrus EF Alternatives (oder Papyrus EF Regular), die eine leichte Abwandlung der Schriftart von Costello darstellt. Zu ihren Unterschieden gehören ein kürzeres, schärferes Großbuchstaben-P, ein Großbuchstaben-E mit einem oberen Balken, der länger als der mittlere Balken ist, und ein geschwungenes A.

## Verfügbarkeit
Papyrus ist in vielen Microsoft-Programmen für Windows enthalten. macOS enthält den Papyrus-Font als Teil seiner Basisinstallation (ab Version 10.3 Panther, veröffentlicht 2003).

## Rezeption und Verwendung in der Populärkultur
Im Laufe der Jahre ist Papyrus wegen ihrer Omnipräsenz im Grafikdesign in Verruf geraten, speziell wegen häufiger Verwendung in Zusammenhängen, für die sie nicht vorgesehen war. Die Kritik an der Schrift ist der von Comic Sans sehr ähnlich. Im Jahr 2008 wurde eine Website namens „Papyrus Watch“ erstellt, um die Allgegenwart und den Missbrauch der Schrift zu dokumentieren.
Papyrus wurde in zahlreichen Vorspannen von TV-Serien wie Medium (USA, 2005–2011) und Eureka! (USA, 2006–2012) verwendet.
In James Camerons Film Avatar (2009) wird die Schrift im Titel und in den Untertiteln verwendet. Ihre Verwendung im Film wurde in einem Saturday Night Live-Sketch mit Ryan Gosling hervorgehoben.
Die Schriftart wird auch in Shakira-Merchandising-Artikeln verwendet und ist in Namensschriftzügen von Shisha-Bars und  Off-Brand-Teefirmen weit verbreitet.
Papyrus ist der Name einer Figur in Toby Fox’ Spiel Undertale. Sein Dialog wird dort in Papyrus-Großbuchstaben dargestellt.